# Crossopriza pristina
Crossopriza pristina (лат.) — вид пауков-сенокосцев рода Crossopriza (Smeringopinae, Pholcidae). Распространён в Афротропике (Судан, Эритрея, Эфиопия) и Йемене.

## Описание
Мелкие пауки-сенокосцы, длина тела около 4,5 мм, ширина карапакса 1,6 мм, длина ног до 5 см. Карапакс бледно-охристо-жёлтый; ямка на карапаксе спереди светло-коричневая; стернум сзади слегка затемнён, с радиальными метками; ноги охристо-жёлтые, без темных колец, чёрные линии на бёдрах и голенях едва заметны; брюшко охристо-серое, с несколькими нечёткими тёмными метками дорсально; вентрально с отчётливой чёрной срединной полосой, частично нарушенной, с тремя параллельными продольными метками за гонопором.
Ничего не известно о биологии этого широко распространенного вида. В типовом местонахождении (Аден) французский арахнолог Симон (1890) собрал этот вид в домах вместе с «Artema mauricia» (= A. atlanta Walckenaer, 1837)..

## Систематика
Вид был впервые описан в 1890 году французским арахнологом Эженом Симоном под названием Artema pristina Simon, 1890, а его валидный статус подтверждён в ходе родовой ревизии и исследования разнообразия пауков Африки и Азии, проведённой в 2022 году немецким арахнологом Бернхардом Хубером (Bernhard Huber, Alexander Koenig Research Museum of Zoology, Бонн, Германия). Легко отличить от близких видов по деталям пальп самцов (короткий и толстый прокурсус с коротким вентральным склеритом и отчётливым ретролатеральным отростком; отчётливый дистальный бульбальный склерит), хелицер (низкие склеротизованные бугорки около срединной линии) и гениталий самок (короткий, но широкий эпигинум с крупной срединной внутренней структурой и поровыми пластинками, расположенными ближе друг к другу).